# Józef Raczyński (historyk sztuki)
Józef Raczyński (ur. 1914 w Dreźnie, zm. 1999 w Petersburgu) – niemiecki historyk sztuki i bibliotekarz. Okupacyjny dyrektor Biblioteki Raczyńskich w Poznaniu.

## Życiorys
Pochodził z kurlandzkiej linii rodu Raczyńskich, był najmłodszym dzieckiem Zygmunta Edwarda. Ukończył niemieckie gimnazjum w Łodzi, a następnie studia z zakresu historii sztuki w Wiedniu. Praca doktorska opublikowana w 1937 omawiająca malarstwo flamandzkie od Bruegla do Rubensa na stałe weszła do obowiązkowych lektur studentów historii sztuki. Do chwili wybuchu II wojny zajmował się pracą naukową, często wyjeżdżając za granicę. Wraz z wybuchem II wojny światowej starał się o objęcie stanowiska dyrektora biblioteki, wiedząc, że władze nazistowskie będą dążyły do zniszczenia zbiorów. W październiku 1939 objął komisaryczny zarząd nad książnicą. Przekonał władze miejskie do oszczędzenia księgozbioru i odstąpienia od zamiaru spalenia go. Był jednym z dwóch dyrektorów Biblioteki Raczyńskich narzuconych przez nazistów podczas II wojny światowej (drugim był Paul Sattler). Sprawował tę funkcję w latach 1939-1941. Z czasem otwarto również biblioteczną czytelnię (tylko dla Niemców). Książki polskojęzyczne udało się Raczyńskiemu ukryć. Umożliwiał też nielegalne korzystanie z zasobów Polakom, po oficjalnym zamknięciu instytucji. Przejmował też na rzecz biblioteki konfiskowane księgozbiory z wielkopolskich dworów, które zostałyby w innym wypadku od razu zniszczone. W 1941 został zmobilizowany i wysłany na front wschodni, gdzie został ciężko ranny. Spędził rok w wojskowym szpitalu w Wiedniu. Po demobilizacji (koniec 1943) powrócił do biblioteki, już pod zarządem Sattlera. Przyczynił się do wywiezienia najcenniejszych zbiorów do Obrzycka, gdzie bezpiecznie przetrwały pożar biblioteki w 1945. Od 1944 podejrzewany przez Gestapo o działalność niezgodną z linią władz, opuścił bibliotekę, a potem się ukrywał. W styczniu 1945 wyjechał z rodziną z Polski uciekając przed wkraczającymi wojskami radzieckimi. Po kilkuletnim pobycie w Niemczach wyjechał do Chile w latach 60. pracował w Paryżu gdzie spotkał się z kuzynem z wielkopolskiej linii rodu Edwardem Raczyńskim. Zarchiwizował historię rodu Raczyńskich i opracował w 1992  Aufzeichnungen zur Geschichte der Familie Raczyński zusammengestellt für meine Söhne und Enkel und für die Kinder meiner Geschwister (Historia rodu Raczyńskich dla moich synów i wnuków).